# Steyr Scout
Steyr Scout je opakovací puška uvedená na trh v roce 1998 firmou Steyr. Zbraň byla vytvořena podle konceptu Jeffa Coopera na univerzální tzv. "průzkumnickou" pušku (scout rifle). Pouzdro závěru je z lehké slitiny a pažba je vyrobena z plastu plněného skelným vláknem. V předpažbí je integrovaná dvojnožka - boky předpažbí se dají sklopit směrem dolů - v pažbě je možné uschovat rezervní zásobník. Tato moderní rakouská puška je zatím používána jen zřídka, nicméně je kvalitní.

## Zaměřovač
Standardně je zbraň vybavena puškohledem s nižším zvětšením jako např. Leupold M8 s dvouapůlnásobným zvětšením a delším očním reliéfem, tzn. že je puškohled osazen před nábojovou schránkou a tedy dále od střelcova oka. Dělší oční reliéf má tu výhodu, že neblokuje střelci periferní vidění na druhou stranu ale má menší zorné pole a pohlcuje méně rozptýleného světla za šera. Zbraň je ale možné i osadit běžným puškohledem s krátkym očním reliéfem a větším přiblížením. Puška je vybavena výklopnými mechanickými mířidly, která spíše plní funkci zálohy v případě poškození puškohledu.

## Varianta
Steyr Elite - Varianta a účinný nástupce modelu Roomster Scout je Steyr Elite (dříve známý jako Steyr Tactical Elite), více robustně postavený model, který si zachovává mnoho rysů modelu Scout. Model Steyr Elite je určen primárně pro užití ozbrojenými složkami státu v městském prostředí.

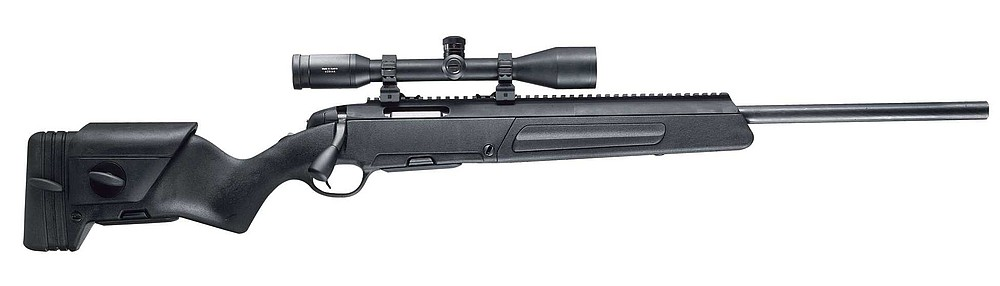
Steyr Elite